# Калиничев, Борис Геннадьевич
Борис Геннадьевич Калиничев (род. 15 июля 1948, Грязовец, Вологодская область, РСФСР) — российский государственный деятель, Вице-губернатор Ставропольского края (с 27 декабря 2004 года по 13 октября 2006 года). Заслуженный строитель Российской Федерации, генерал-лейтенант запаса.

## Биография
Родился 15 июля 1948 года в г. Грязовце Вологодской области.
В 1971 году окончил Ленинградскую военную инженерную Краснознаменную академию им. А. Ф. Можайского. Специальность — военный инженер-строитель.
1971—1985 гг. — служба на космодроме «Плесецк». Инженер, старший инженер, начальник отдела, помощник начальника космодрома по строительству и эксплуатации.
1985—1990 гг. — служба в Ракетных войсках стратегических назначения. Начальник управления Главного инженерного управления.
1990—1997 гг. — служба в Военно-космических силах. Начальник управления. Заместитель командующего.
1997—2001 гг. — начальник строительства и расквартирования Ракетных войск стратегического назначения. Руководил созданием и эксплуатацией боевых стартовых комплексов, пунктов управления и объектов обеспечения наземной инфраструктуры РВСН.
2001—2004 гг. — начальник строительства и расквартирования Космических войск. Руководил созданием и эксплуатацией стартовых и технических комплексов космодромов, объектов командно-измерительного комплекса и обеспечения космической деятельности.
Декабрь 2004 — октябрь 2006 гг. — вице-губернатор Ставропольского края. Курировал основные направления экономического развития края, в том числе реализацию приоритетных национальных проектов. Борис Геннадьевич КАЛИНИЧЕВ распоряжением губернатора Ставропольского края от 13 октября 2006 г. № 808 освобожден от занимаемой должности вице-губернатора Ставропольского края по собственному желанию и в связи с состоянием здоровья.
В настоящее время заместитель генерального директора ОАО "Головное научно-производственно объединение «Гранит» концерна ПВО «Алмаз-Антей».